# CAM (演化支)
CAM支系是一个包含原始质体生物和Pancryptista的支系。2022年的系统发育学分析支持了这个分支，主要支持Pancryptista分支，但也提到原始质体生物最接近的谱系是Pancryptista，使它们成为姊妹分类群。  它们共同构成了CAM支系。